# Mr. Know It All
«Mr. Know It All» (Señor sabelotodo) es una canción de la cantante estadounidense Kelly Clarkson, extraída como primer sencillo de su quinto álbum Stronger y promovida por la compañía discográfica RCA Records. El sencillo fue escrito por Brian Seals, Ester Dean, Brett James y Dante Jones y producida por Brian Kennedy, Ester Dean, y Dante Jones. 
Clarkson ha descrito la canción como "una canción vocal pura", afirmando que ella y los productores se esforzaron por grabar su voz tal como se escucha en las actuaciones en vivo, utilizando el menor procesamiento de auto-tune posible.

## Lista de canciones
Descarga digital
1. "Mr. Know It All" – 3:52

Versión Country /Digital
1. "Mr. Know It All" - 3:38

CD Sencillo
1. "Mr. Know It All" – 3:52
2. "My Life Would Suck Without You (Chriss Ortega Radio Mix)" – 3:40

Reino Unido Digital/CD Sencillo
1. "Mr. Know It All (Radio Edit)" - 3:52
2. "My Life Would Suck Without You (Chriss Ortega Radio Mix)" – 3:40

## Posicionamiento en listas
| Listas (2011–2012)                          | Mejor posición |
| ------------------------------------------- | -------------- |
| Alemania (Offizielle Deutsche Charts)       | 18             |
| Australia (ARIA)                            | 1              |
| Austria (Ö3 Austria Top 40)                 | 26             |
| Bélgica (Flandes) (Ultratip Bubbling Under) | 6              |
| Bélgica (Valonia) (Ultratip Bubbling Under) | 14             |
| Canadá (Canadian Hot 100)                   | 11             |
| Corea del Sur (K-Pop Hot 100 Billboard)     | 78             |
| Corea del Sur (Gaon Chart)                  | 1              |
| Eslovaquia (Rádio Top 100)                  | 34             |
| Escocia (Scottish Singles Sales Chart)      | 4              |
| Estados Unidos (Billboard Hot 100)          | 10             |
| Estados Unidos (Mainstream Top 40)          | 11             |
| Estados Unidos (Adult Top 40)               | 1              |
| Estados Unidos (Adult Contemporary)         | 4              |
| Estados Unidos (Hot Country Songs)          | 21             |
| Irlanda (IRMA)                              | 14             |
| Japón (Japan Hot 100)                       | 33             |
| Nueva Zelanda (Recorded Music NZ)           | 8              |
| Países Bajos (Mega Single Top 100)          | 90             |
| Polonia (Polish Airplay Top 100)            | 5              |
| Reino Unido (UK Singles Chart)              | 4              |
| Suiza (Schweizer Hitparade)                 | 22             |